# Vectrex
De Vectrex is de allereerste spelcomputer met een ingebouwd CRT-beeldscherm en vector graphics. In Europa kwam de Vectrex echter pas uit na de Videopac G7200 en de Radiola JET, beide ook met ingebouwd beeldscherm. De Vectrex was de eerste home-spelcomputer die kwam met analoge controls. Met een totale game library van 29 games was het niet de succesvolste spelcomputer van zijn tijd. Niettemin was/is het een grote favoriet bij gamers en verzamelaars.
In tegenstelling tot de meeste spelcomputers, die van rasterafbeeldingen gebruikmaken, gebruikt de Vectrex vectorafbeeldingen. Hiervan is ook de naam afgeleid. Door de vector graphics kon de console alleen maar zwart-witbeeld geven. Om toch een beetje kleur toe te voegen werd er bij iedere game een overlay gegeven. Deze paste in de klemmetjes bij het scherm en gaf wat kleur aan de witte lijntjes.

## Trivia
- De naam voor de Vectrex zou oorspronkelijk Kenner Mini-Arcade geweest zijn, maar men koos uiteindelijk voor de naam Vectrex.
- De Vectrex is niet alleen in Europa en Amerika uitgekomen, maar ook in Japan. In 1983 bracht Bandai de console daar uit onder de naam Bandai Kousokousen voor 54800 yen (€ 385).
- De Vectrex maakte bijna een comeback in 1988, toen Smith Engineering de Vectrex wilde terugbrengen als een handheld. Milton Bradly (MB) vond de prijs van $ 100+ (€ 85+) echter te hoog, het zou volgens hen niet verkopen en het idee werd geschrapt. Een jaar later kwam Nintendo's Game Boy uit en werd een groot succes, maar het idee van de handheld Vectrex werd nooit meer van stal gehaald.

Spelcomputers · Draagbare spelcomputers (Lijst van draagbare spelcomputers)